# Герб на Азербайджанската съветска социалистическа република
Гърбът на Азербайджанската съветска социалистическа република е бил приет през 1937 година от правителството на Азербайджанската ССР.
Гърбът се основава на гърба на СССР. В средата на гърба се намира бормашина на петрол, който представлява богатите ресурси на нефт в Баку, а над дупчалката се намира изгрев, символ на бъдещето на Азербайджан. По-горе се намират сърп и чук, както и червена звезда, и двете са символи на комунизма. Около гърба се намира памук и пшеница, символи на селското стопанство. Около гърба се намира мотото на СССР пролетарии от всички страни, обединетете се, както и лента с надпис Азербайджанска съветска социалистическа република, като и двете са написани на азербайджански и руски език. Гърбът е в сила до 1992 година, когато е бил заменен с днешния герб на Азербайджан.